# Alvise Vivarini

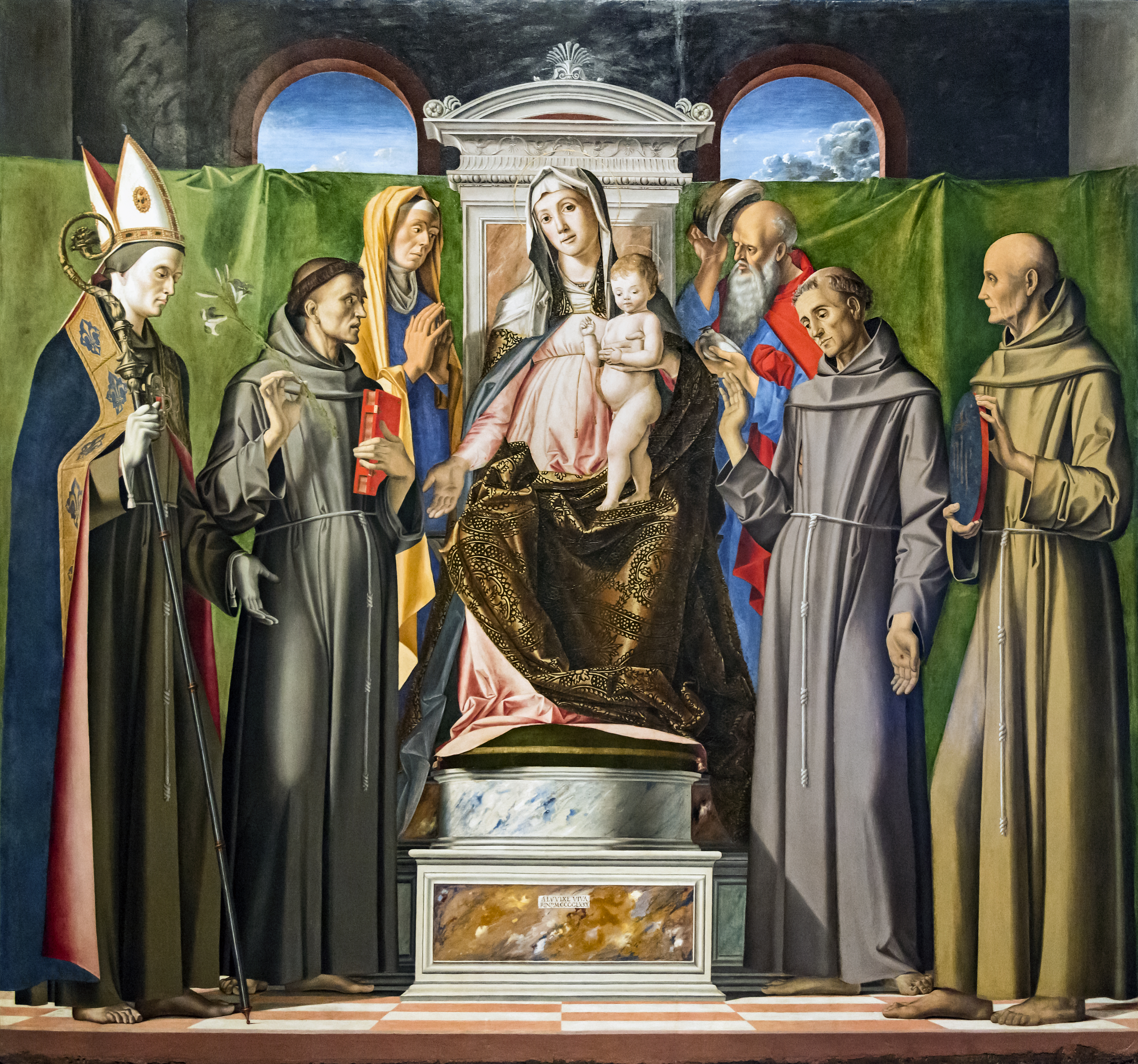
Thronende Madonna mit Kind und Heiligen, 175 × 196 cm, Tempera auf Holz, Accademia, Venedig, 1480

Alvise Vivarini (oder: Luigi Vivarini; * ca. 1442 in Venedig; † nach 1503 ebenda) war ein venezianischer Maler der Renaissance.

## Leben
Alvise Vivarini ist der letzte Spross einer Dynastie von Malern des Quattrocento in Venedig. Sein Vater war Antonio Vivarini und sein Onkel war Bartolomeo Vivarini, bei dem er höchstwahrscheinlich seine Ausbildung erhielt. Ein Bruder seiner Mutter war der Künstler Giovanni d’Alemagna. Man vermutet, dass der Maler Jacopo de’ Barbari von ihm ausgebildet wurde.
Für seine (heute verlorenen) großformatigen Gemälde im Saal des großen Rates im Dogenpalast in Venedig wurde er 1492 mit dem Ehrentitel Depentor in Gran Conseio ausgezeichnet und erhielt fortan einen Sold von fünf Dukaten im Monat. Alvise war auch ein erfolgreicher Porträtmaler.
Sein letztes Werk Heiliger Ambrosius und andere Heilige in der Capella Millimesi, der Nördlichen Kapelle des Querschiffs, in der Kirche Santa Maria Gloriosa dei Frari in Venedig konnte er vor seinem Tod 1503 nicht fertigstellen. Einer seiner Schüler, Marco Basaiti, vollendete es nach seinem Tod.
Alvise Vivarini malte in Tempera-Technik und nach dem Aufenthalt Antonello da Messinas in Venedig (um 1475) auch in Öl. Sein früher Stil zeichnet sich durch scharf gezeichnete Konturen, Falten und Schatten und eine gewisse Härte sowie durch kühle Farben aus; dabei sind seine männlichen Figuren überschlank, lang und asketisch. Später wird er unter dem Einfluss von Antonello und Giovanni Bellini etwas lyrischer und weicher.

## Werke (Auswahl)

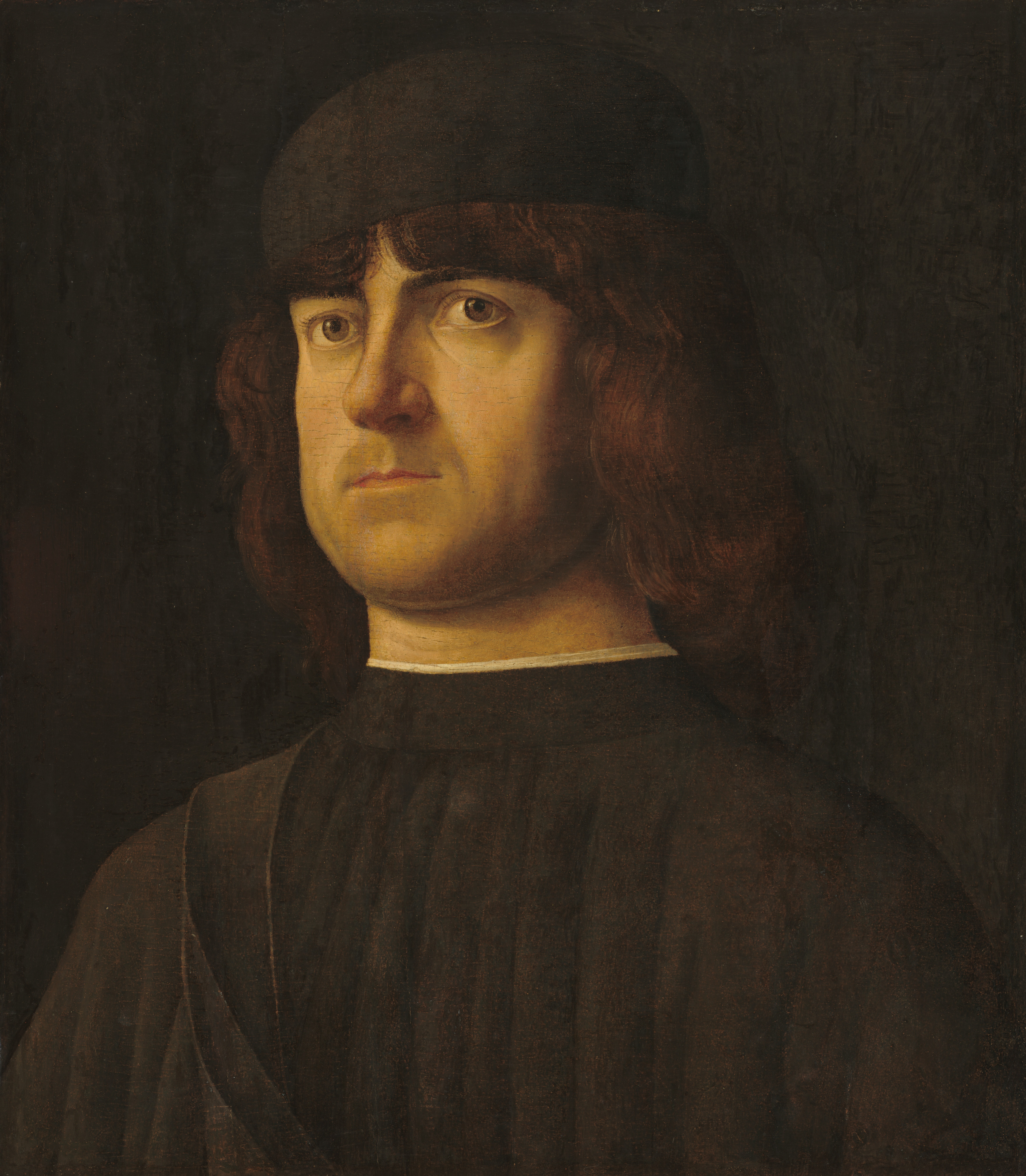
Porträt eines Mannes, 34,9 × 30,8 cm, Öl auf Holz, National Gallery, Washington

- ca. 1465: Schreitender Christus  (mit Antonio Vivarini?), Museo Civivo, Osimo, Region Marken, Italien.
- 1467–1469: Pietà (Vivarini-Werkstatt), Museo Civico, Bassano del Grappa.
- 1469: Heiliger Augustinus, Accademia (Venedig).
- 1469–1471: Kreuzigung, Museo Poldi Pezzoli, Mailand.
- um 1471: Triumphbogen für den Dogen Niccolò Tron, Venedig.
- Geburt Christi und Der reuige Hl. Hieronimus (mit Antonio Vivarini), Altarrückwand (Dorsale) in der Kirche Santa Chiara di Murano im Museo Civico, La Spezia, Italien.
- 1476: Anbetung Christi, Sakristei der Kirche von Montefiorentino, Italien.
- 1476: Madonna mit Kind und vier Heiligen, Galleria nazionale delle Marche, Herzogspalast in Urbino, Italien.
- 1478: Pfingstaltar, Gemäldegalerie Berlin, Bode-Museum, Berlin.
- 1480: Jungfrau und Heilige, San Francesco in Treviso im Friaul.
- ca. 1480: Christus, sein Kreuz tragend, Kirche San Zanipolo, Venedig.
- ca. 1480: Johannes der Täufer, 137 × 73 cm, Tempera auf Holz, Accademia, Venedig.
- 1497–1498: Segnender Christus, Kirche San Giovanni in Bragora, Venedig.
- ohne Jahr: Die heilige Maria Magdalena, Gemäldegalerie Berlin

## Zerstörte Werke
- ab 1488: Otho bietet seine Vermittlung zwischen Venedig und Barbarossa an und Barbarossa empfängt seinen Sohn im Saal des Großen Rates im Dogenpalast in Venedig. 1577 durch Feuer mit anderen Werken z. B. von Giovanni Bellini zerstört.
- 1485–1490: Thronende Maria mit Kind und sechs Heiligen. Gemäldegalerie Berlin. Zerstört 1945 im Flakbunker Berlin-Friedrichshain.

## Galerie

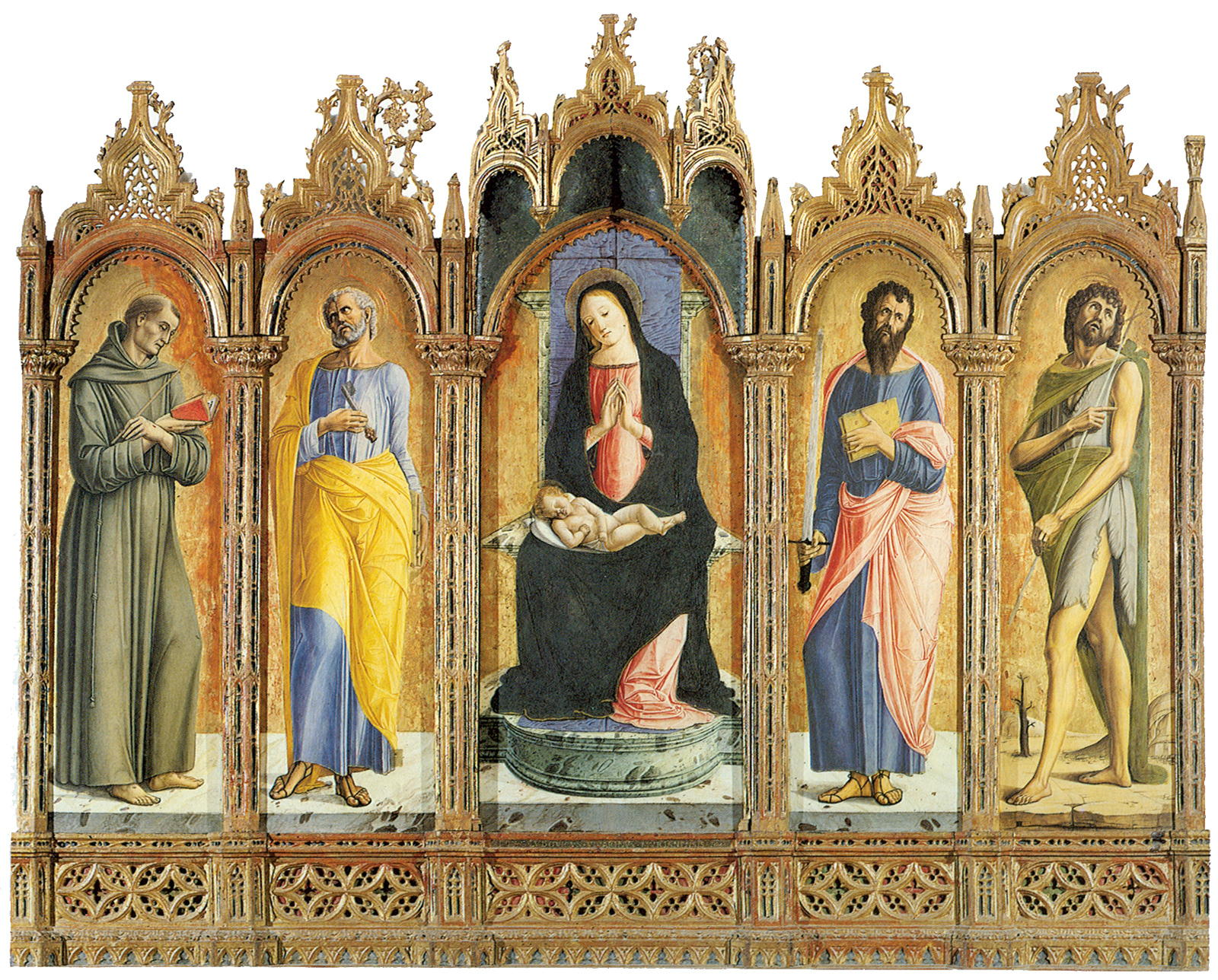
Madonna mit Kind und vier Heiligen, Tempera auf Holz, 1476, Galleria nazionale delle Marche, Herzogspalast Urbino
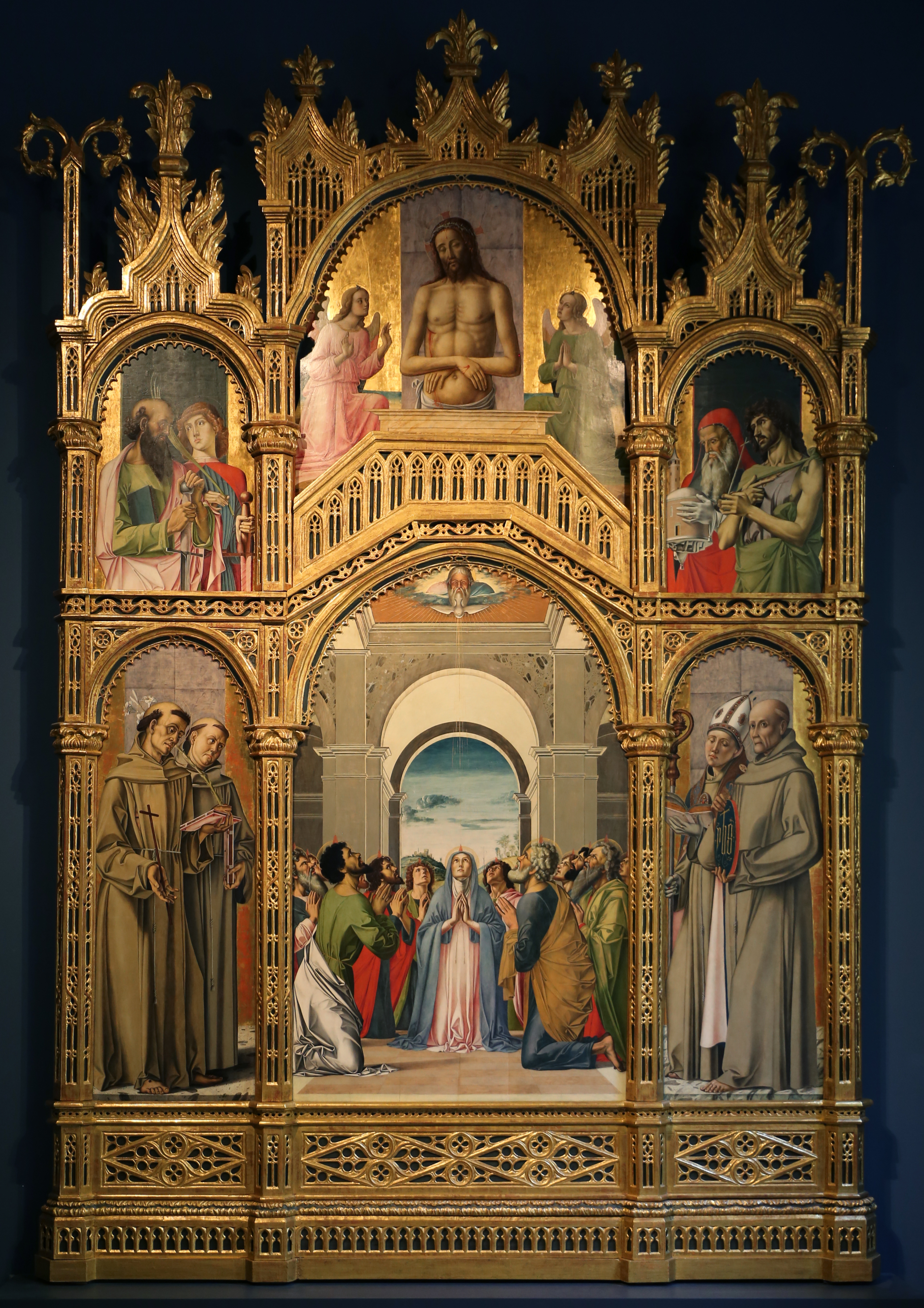
Pfingst-Polyptychon, Tempera auf Holz, ca. 1478, Bode-Museum, Berlin
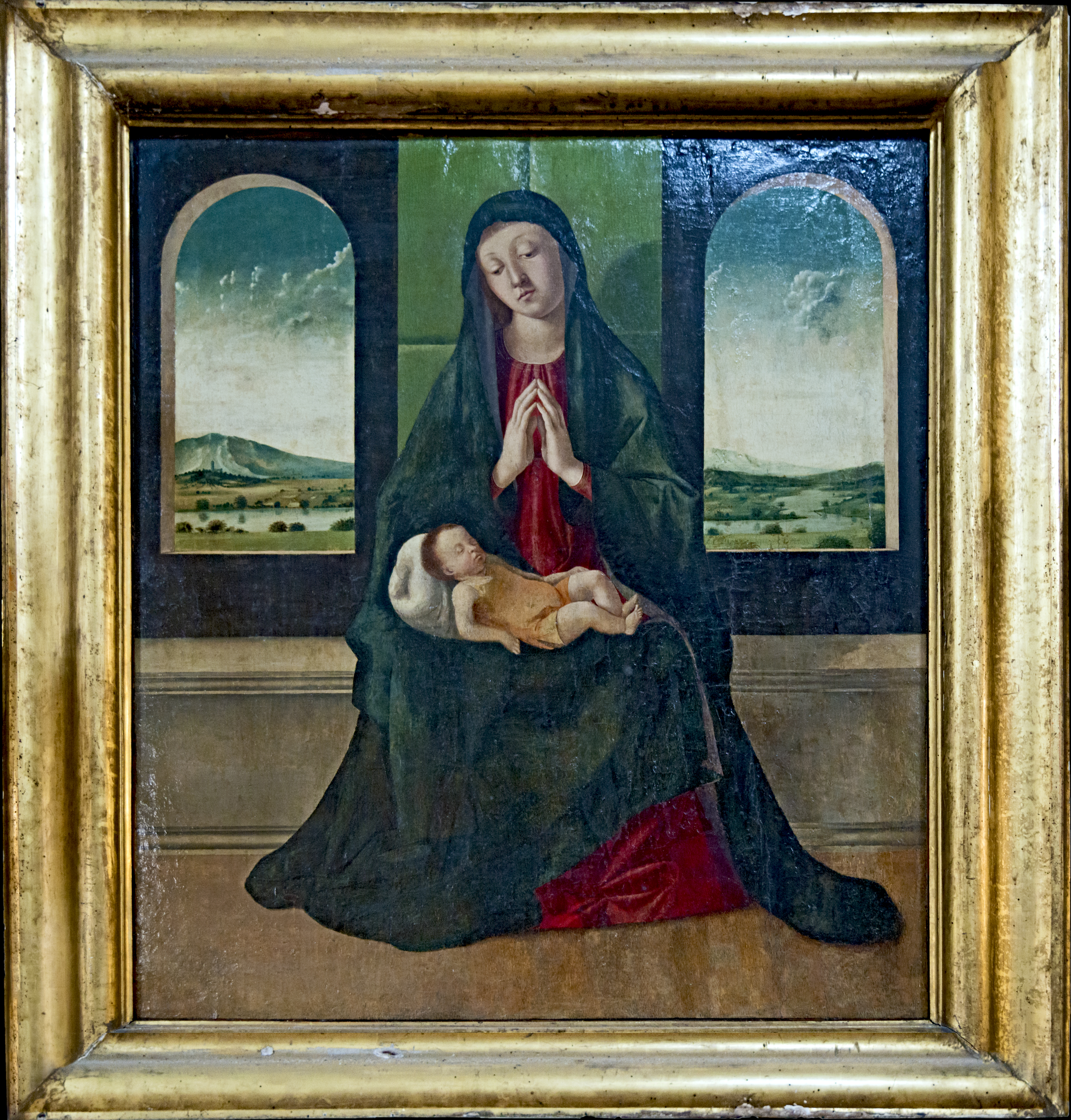
Madonna und Kind, Öl auf Leinwand, 1485–90, San Giovanni in Bragora, Venedig
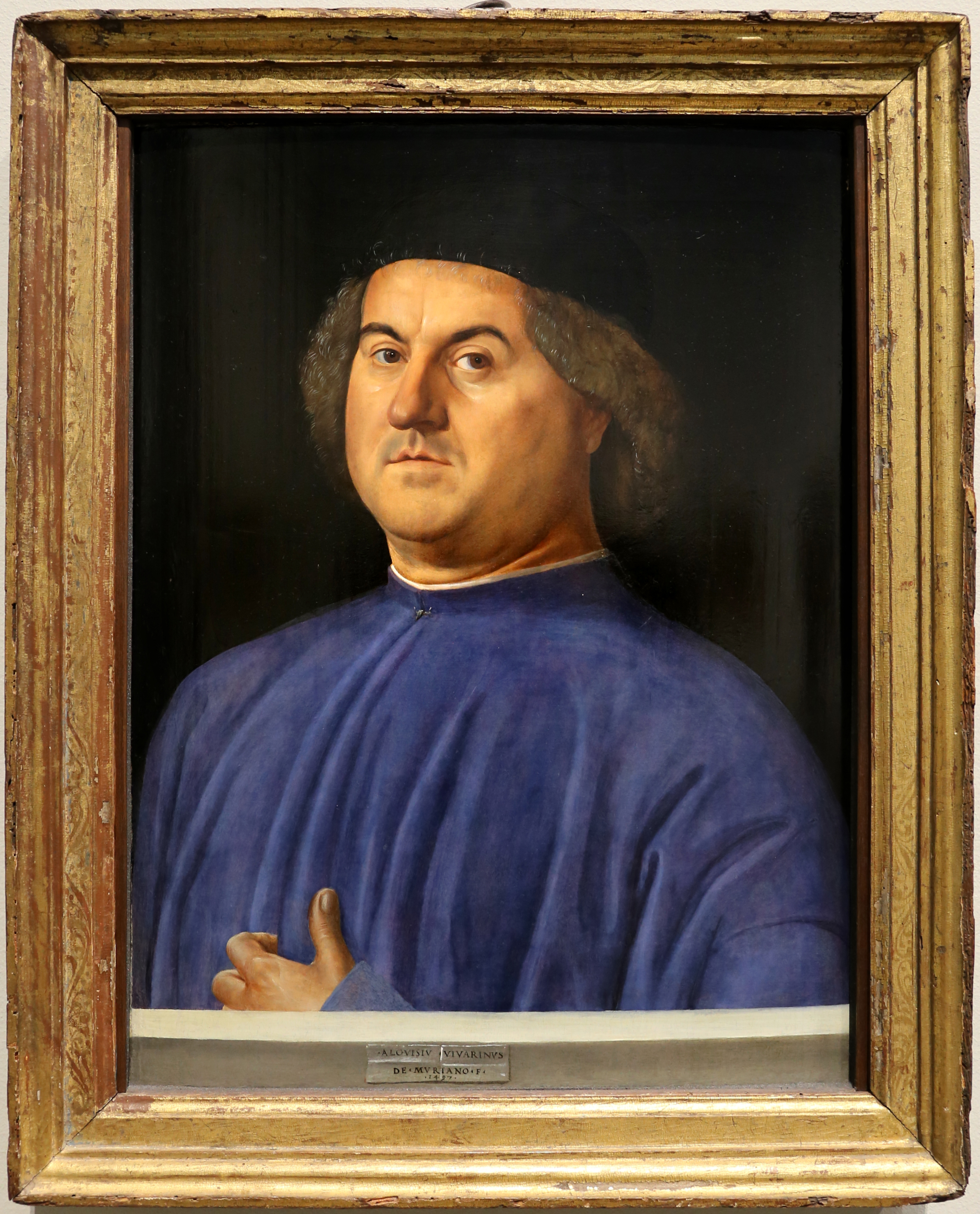
Bildnis eines Mannes, 63 × 47 cm, Öl auf Holz, 1497, National Gallery, London
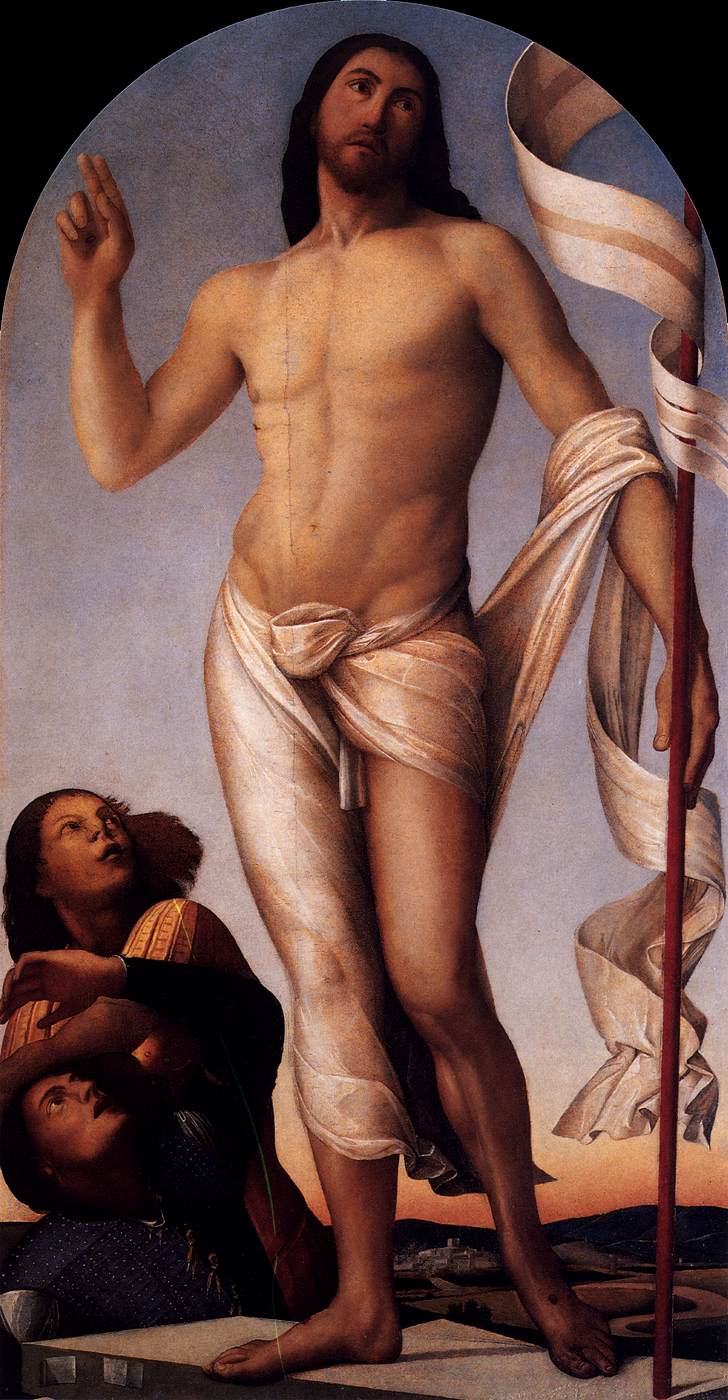
Auferstandener Christus, Tempera auf Holz, 1497–98, San Giovanni in Bragora, Venedig
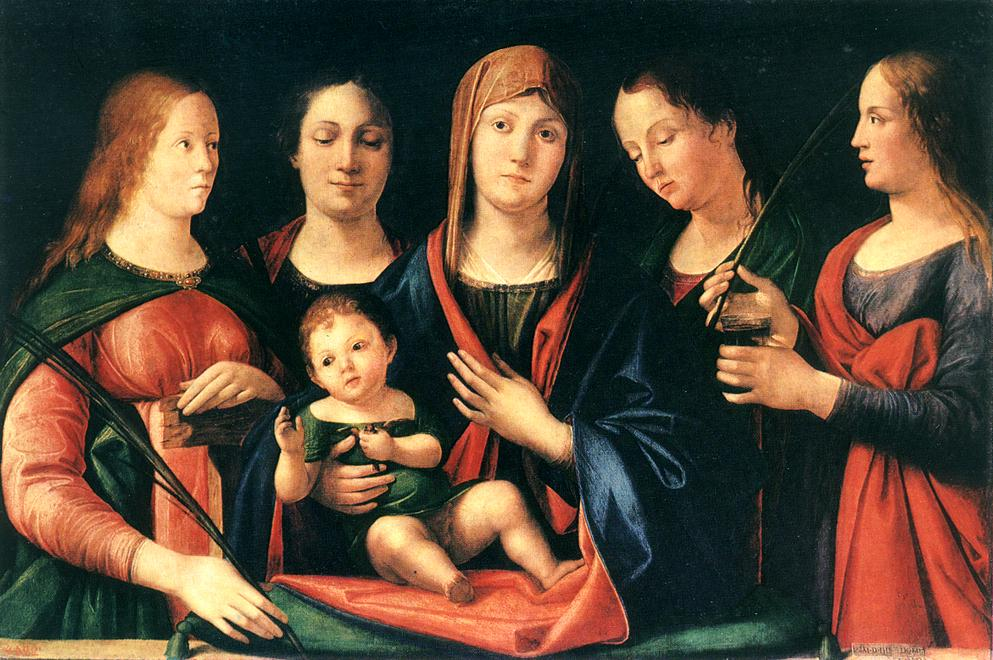
Madonna mit Kind und vier Heiligen, Öl auf Leinwand, um 1504 (?), Eremitage, St. Petersburg